# 基隆·代尔
基隆·代爾（英語：Kieron Dyer，1978年12月29日—），已退役英格蘭足球運動員，司職進攻中場，曾代表英格蘭國家隊上陣。

## 生平

### 球會
出生於葉士域治的戴亞早年在家鄉球會葉士域治展開其球員生涯，最初擔任以右翼衛，效力了三季便轉投紐卡素。身高1.7米的他可司職前鋒、左、右翼鋒及進攻中場，以快速及強勁後上埋門能力見稱。自加盟以來他一直是紐卡素的中場重心，常會擔任不同位置，不過弱點是容易受傷，不時都要養傷而不能長時間上陣。
2005年4月，戴亞在對阿士東維拉的賽事中與隊友李·保耶打架，兩人均領紅離場。
2007/08年球季剛展開，戴亞以600萬英鎊轉投韋斯咸，簽約4年。並隨即在8月17日對伯明翰的比賽中上陣，協助球隊以1-0取勝。但僅十日後，在英格蘭聯賽盃對布里斯托流浪的比賽中，他被對方球員踢斷右腳，將休養半年。緩慢的復原使他直到2009年1月3日在英格蘭足總盃第三圈主場對班士利才能再次上陣，缺陣長達17個月。但同年5月他又因腿後腱受傷而提前結束球季。
2009/10年球季揭幕日對狼隊戴亞為韋斯咸上陣，賽後已發覺不妥，於次仗作客對布力般流浪後腿後腱舊患復發，其後只能斷斷續續為球隊上陣，但次數屈指可數。
2011年3月11日戴亞以借用身份返回母會葉士域治，為期1個月，期間上陣4場，領隊艾林·格蘭拒絕葉士域治續借至球季結束的要求，召回戴亞協助護級。但他在4月19日為韋斯咸預備隊上陣出戰保頓，僅20分鐘便因傷退下火線，缺席球季餘下賽事，於夏季約滿的戴亞就此結束在烏普頓公園球場的昂貴效力期，據報他在效力期間花費球會高達2,300萬英鎊，只曾有3仗踢足90分鐘整場賽事兼沒有入球進帳。葉士域治有興趣在下季免費簽入戴亞。
戴亞於球季結束後遭韋斯咸放棄，2011年7月13日新升英超的昆士柏流浪免費羅致戴亞，簽約一年。
2012年5月21日，昆士柏流浪當時領隊馬克·曉士給予戴亞續約一年，雖然戴亞因傷患關係全季只為昆士柏流浪上陣一場英超比賽。
2013年1月8日，昆士柏流浪宣佈與戴亞解約。戴亞加盟昆士柏流浪後總共上陣7場，於離隊前4天為昆士柏流浪上陣英格蘭足總盃所入一球同時是為昆士柏流浪唯一入球。
2013年1月31日，米杜士堡與戴亞簽署一份為期4個月短期合約。

### 國家隊
他曾代表英格蘭國家隊出戰2002年世界杯，在八強不敵當時冠軍巴西。由於2005-06年球季大部份時間都是養傷居多，戴亞未能隨國家隊出賽2006年世界杯。